# Hammer Music
Hammer Music ist ein im Jahr 1998 gegründetes Musikunternehmen aus der ungarischen Hauptstadt Budapest, das von damaligen Redakteuren der ungarischen Ausgabe des Metal Hammer gegründet wurde. Das Unternehmen besteht aus auf Hard Rock und Heavy Metal spezialisiertem Verlag, Konzertagentur und Plattenfirma.
Inzwischen existieren mehrere Tochterlabel.

## Tochterlabel
- Hammer Records: hat zahlreiche bekannte ungarische Metal-Bands unter Vertrag
- Nail Records: ein Label für Extreme Metal
- EDGE Records: ein Label für populäre Rockbands
- Hadak Útja Kiadó: ein Label, 2003 von Sziva Balázs gegründet,[2] für Rechtsrock

## Bands (Auswahl)
| Hammer Records - Akela - H.A.R.D. - Karthago - Mobilmánia - Moby Dick - Nevergreen - Ossian - P. Box - Pokolgép | Nail Records - Bloody Roots - Christian Epidemic - Dalriada - Wisdom | EDGE Records - AWS - Blind Myself - Bridge to Solace - Depresszió - Road | Hadak Útja Kiadó - Egészséges Fejbőr - Hungarica - Oi-Kor - Romantikus Erőszak - Palmetta |